# العاشق المتحرر (رواية)
العاشق المتحرر (بالإسبانية: El amante liberal)‏ هي إحدى الروايات القصيرة التي تنتمي إلى روايات النموذجية لميغيل دي ثربانتس. في تلك الرواية وحد بين عناصر الرواية الموريسكية والرواية البيزنطينية، ومع ذلك قام بنقد بعض ملامح الرواية البيزنطينية. بجانب موضوع الحب السخى للأسير، تناولت الرواية إيحاءات للسيرة الذاتية لميغيل دي ثيربانتس ولكن مع وجود اختلافات.

## عن الكاتب

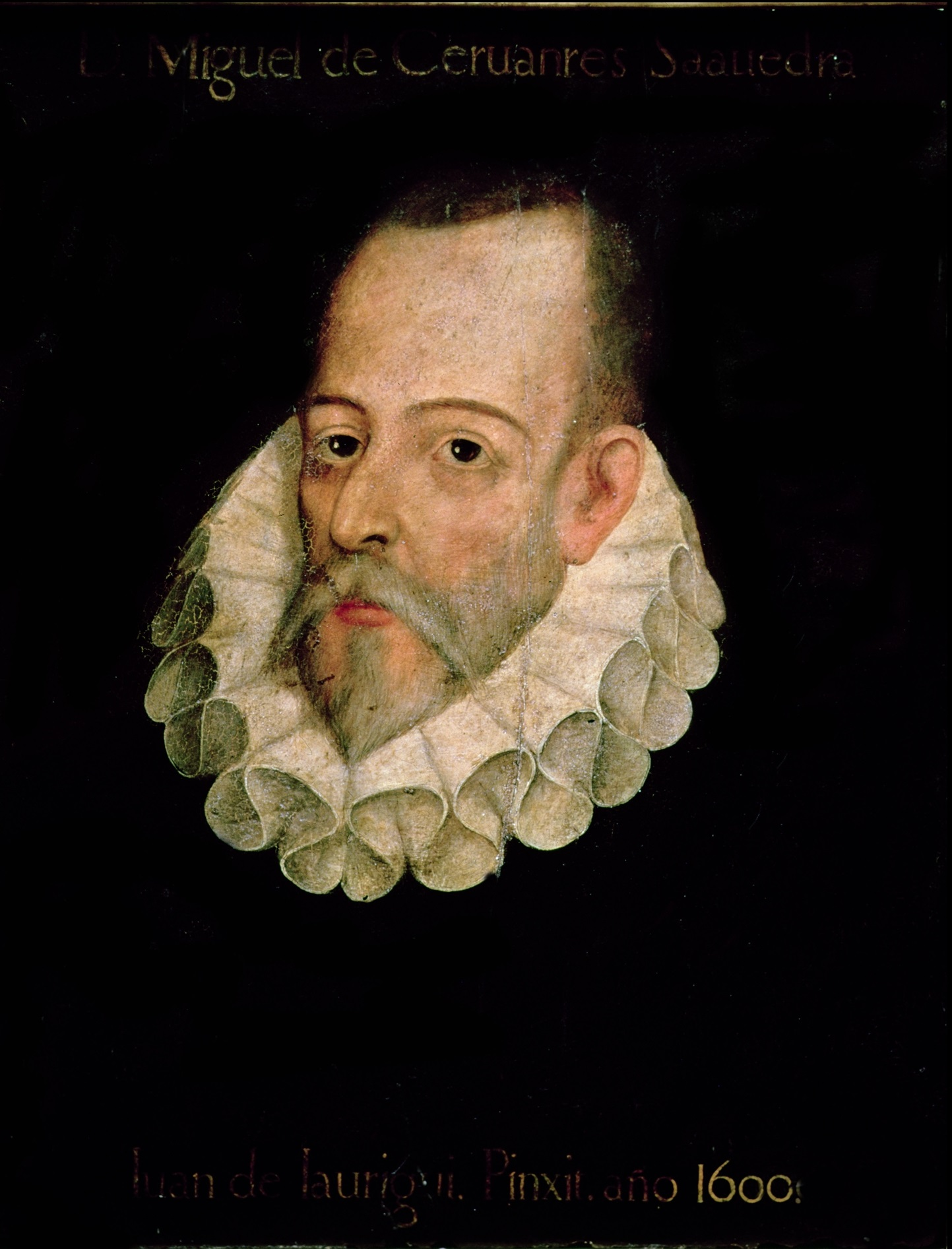
ميجيل دى ثربانتس

ميغيل دي ثيربانتس سافيدرا (بالإسبانية: Miguel de Cervantes Saavedra) كاتب مسرحي وروائي، شاعر إسباني ولد في ألكالا دي إيناريس، مدريد، إسبانيا في 29 سبتمبر 1547. وتعد رواية دون كيخوطي دي لا مانتشا (1605 - 1615 م)  التي صدرت عام من أشهر أعماله. وقد تركت حياة ثيرفانتس الحافلة بالأحداث أثرا بليغاً في أعماقه، ويظهر ذلك في روح السخرية والدعابة التي تميز أعماله. ويُعتبر من بين أشهر الشخصيات الإسبانية في العالم، ولذلك فقد قامت إسبانيا بتكريمه واضعة صورته على قطعة الـ50 سنتاً الجديدة. وبالمثل فإن جائزة ثيربانتس  التي تحمل اسمه تعد بمثابة تكريما له على عمله دون كيخوطي والذي يعد من أعظم الأعمال التي صدرت باللغة الإسبانية. وتوفي في مدريد، إسبانيا في 22 أبريل 1616.

## روايات نموذجية

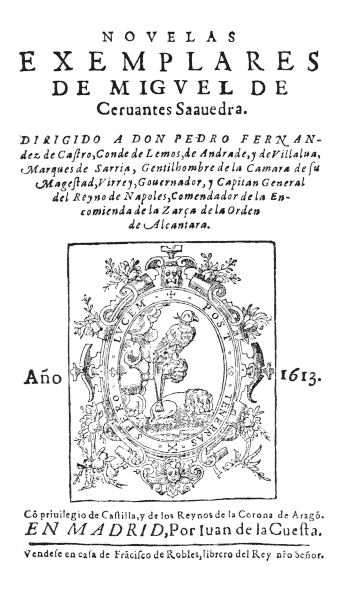
روايات نموذجية

هي سلسلة من الروايات القصيرة والتي كتبها ميغيل دي ثربانتس بين عامي 1590 و1612.ولقد نشرها خوان دي لا كويستا عام 1613 في مدريد.وكانت في البداية تسمي روايات نموذجية للترفيه الأكثر صدقاً.وتتكون من اثني عشر قصة قصيرة وتسير علي نهج النموذج المتبع في إيطاليا.وسميت بالنموذجية لانها أول نموذج للروايات باللغة القشتالية (الإسبانية) يتبع
طابع تعليمي وأخلاقي.
تم تقسيمها الي مجموعتين: تلك التي لها طابع مثالي أو نموذجي واخري لها طابع الواقعية.ويتميز الطابع المثالي بأنه الاقرب للتاثير الإيطالي والذي يناقش مواضيع تتعلق بشئون الحب مع وفرة من الأحداث.أما التي تتبع الطابع الواقعي فهي تصف البيئة وتتناول شخصيات واقعية وغالباً تكون بقصد النقد.

من الروايات التي لها طابع مثالي أو نموذجي:
رواية العاشق المتحرر
رواية الإسبانية الإنجليزية
رواية قوة الدم
اما التي لها طابع واقعي:
كرواية حوار الكلاب
ورواية الغجرية

## حبكة الرواية
يحكي ريكاردو  وهو فارس من جزيرة صقلية تم أسره في تركيا عن أسباب أسره لصديقه محمود. تعيش فتاه تدعى ليونيسا في ترابانى حيث تحدث عن جمالها العديد من الشعراء حيث قالوا أن شعرها كالذهب، وأن عيناها كشمس متألقة، وخديها كالورود، أما أسنانها فهى كالماس، وشفتيها كالياقوت، ولديها حنجرة كالمرمر، وان ملامحها متناغمة ومتناسقة لدرجة تثسر الدهشة والإعجاب. وقع ريكاردو في غرامها، ولكنها كانت مغرمة بكورنيلو لذلك حبه كان من طرف واحد. وأثناء مشاجرة بين ريكاردو وكورنيليو واقاربهم في حديقة على الساحل، ظهر بعض الاتراك وقاموا بأسر ريكاردو وليونيسا، فيما استطاع كورنيليو الفرار في الوقت المناسب. ثم فرق بينهم سوء الحظ والأحزان فأدى بة ذلك إلى الاعتقاد بأن ليونيسا قد فارقت الحياة اثناء عاصفة. تنتهى قصة ريكاردو بتواجدة بجانب على وحسن وهم اتراك نبلاء وقاضى المدينة، ثم اتى يهودى يريد بيع فتاه جميله مسيحية وما هي الا ليونيسا.
ثم اقترح على وحسن الاحتفاظ بها وتقديمها للسلطان التركى لكنهم احتفظوا برغبة الاستمتاع بها بداخلهم. ولكن تلك الرغبة كانت أيضا بداخل القاضى ثم أخذ قرار بالبقاء معها ثم ارسالها للسلطان التركى باسم على وحسن. بعد ذلك، يتفق ريكاردو مع محمود ويدخل في خدمة القاضى. ومن هنا بدأ العمل أن يتعقد، حيث قام السيد بارسال على وحسن من اجل اقناع ليونيسا بتحقيق رغباتهم.
ومن جهه أخرى بدأت زوجة القاضى حليمة الانجذاب تجاه ريكاردو، بعد ذلك اقترح على وحسن تسليمها كأمة للسلطان التركى
ثم اقترحوا خطة تمكنهم من تحقيق رغباتهم اثناء الرحلة.
ومن ناحية أخرى، كانوا بالفعل قد قاموا بتحضير خطة تمكنهم من الهرب معها، اما حليمة فكانت
لديها الخطة الخاصة بها. تم مهاجمة سفينة القاضى من قبل سفينتين واحدة تنتمى للقراصنة والاخرى لمسيحيين وما هم الا حسن وعلى يحاولون الحصول على ليونيسا. ثم دخل كلتا السفينتين في صراع حتى تم تدميرهم.استغل ريكاردو ومحمود هذا الموقف من اجل الوصول إلى بلدهم صقلية. عند وصول ريكاردو، لم يكن يتمنى اى شئ سوى سعادة ليونيسا حيث ظل معتقدا انها محبه لكورنيليو. لكن مشاعرها تغيرت واتجهت إلى ريكاردو وشهرته التي خرجت من صقلية وامتدت إلى إيطاليا وأماكن أخرى من تحت اسم العاشق المتحرر.

## اقرأ أيضا
- دون كيخوطي
- قوة الدم
- الغيور الإكستـريمادوري
- حوار الكلاب
- الغجرية
- الإسبانية الإنجليزية
- لا جالاتيا
- أعمال بيرسيليس وسيخيسموندا